# Basilika St. Gerhard Majella

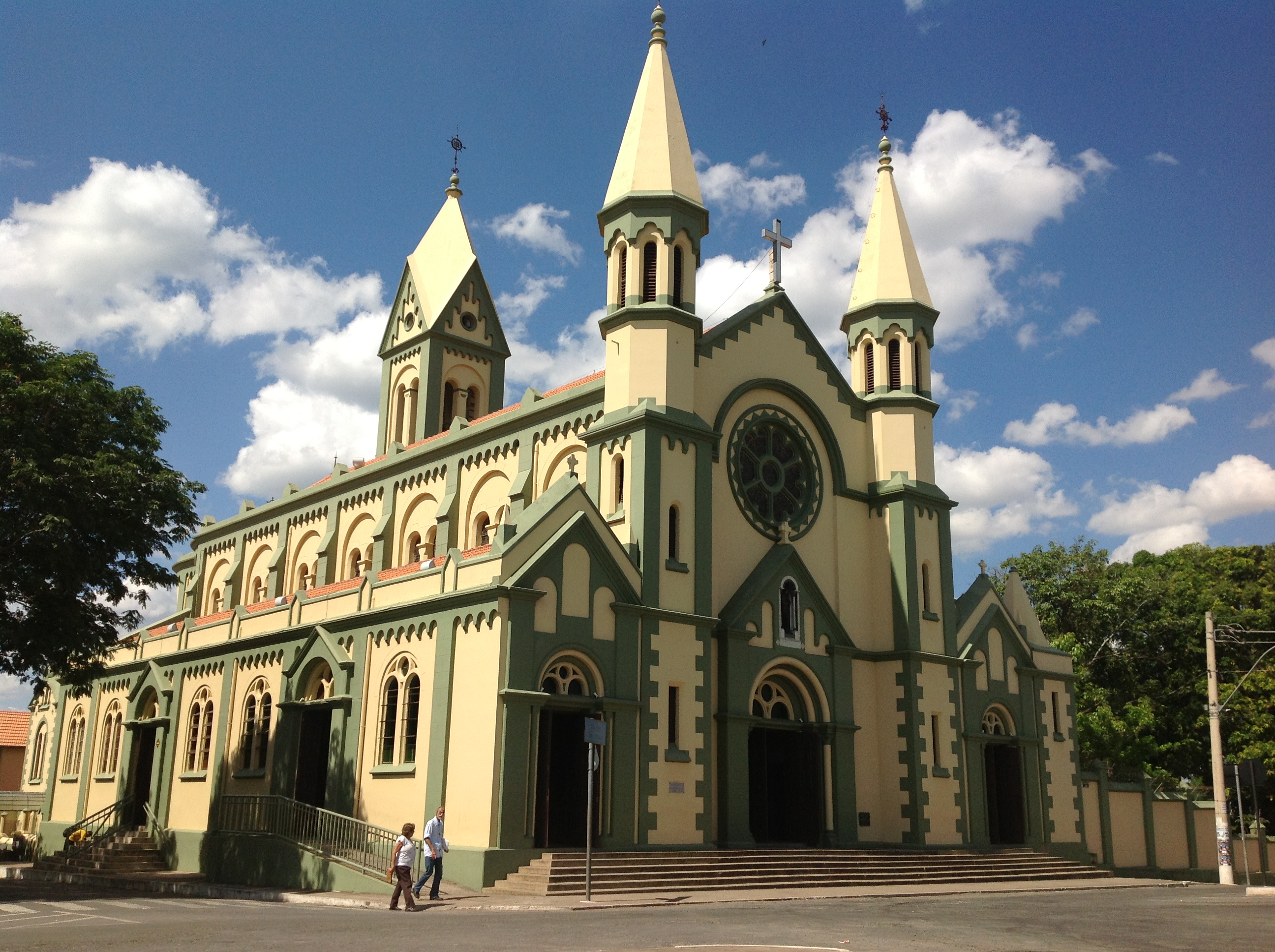
Basilika St. Gerhard Majella

Die Basilika St. Gerhard Majella (portugiesisch Basílica de São Gerardo) ist eine römisch-katholische Kirche in der Stadt Curvelo im brasilianischen Bundesstaat Minas Gerais. Die Kirche des Erzbistums Diamantina ist Gerhard Majella gewidmet, einem Redemptoristen des 19. Jahrhunderts, und trägt den Titel einer Basilica minor. Sie wurde 1906 von niederländischen Missionaren der Redemptoristen im Stil der Neoromanik erbaut. Sie ist die einzige Basilika, die dem heiliggesprochenen Redemptoristen gewidmet ist.

## Geschichte

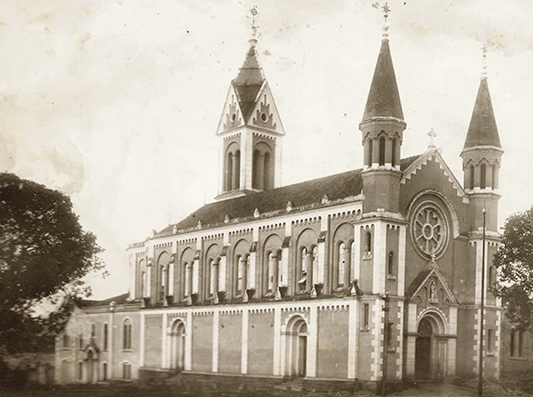
Kirche St. Gerhard vor der Erweiterung

Nach der Heiligsprechung von Gerhard Majella 1904 kamen die Redemptoristenpatres Tiago Boomaars, José Goosens und Bruder Philip Winters 1906 nach Curvelo, um den Namen des neuen katholischen Heiligen zu verbreiten. Sie übernahmen die Betreuung der kleinen Rosenkranzkirche und begannen 1912 mit dem Bau der Kirche São Geraldo. Diese wurde mit großer Unterstützung der Bevölkerung bis 1919 als Saalkirche fertiggestellt.
Nach der Ankunft von Pater Paulo Rutten im Jahr 1930 begann der Bau der Seitenschiffe der Basilika. Mit der Erweiterung wurde die nordeuropäische Architektur an die wärmere Region von Minas Gerais angepasst. Darüber hinaus hatte sich die Verehrung des hl. Gerhard bereits in der gesamten Region ausgebreitet, so dass das ursprüngliche Bauwerk nicht mehr alle Anhänger aufnehmen konnte. Am 3. Juni 1932 weihte der damalige Erzbischof von Diamantina, Joaquim Silvério de Souza, das Heiligtum. Bereits 1938 wurde das Heiligtum aufgrund der steigenden Zahl von Gläubigen erweitert. Am 30. April 1966 erhob Papst Paul VI. die Kirche in den Rang einer Basilica minor. Im Sommer findet jährlich eine Wallfahrt statt.

## Architektur

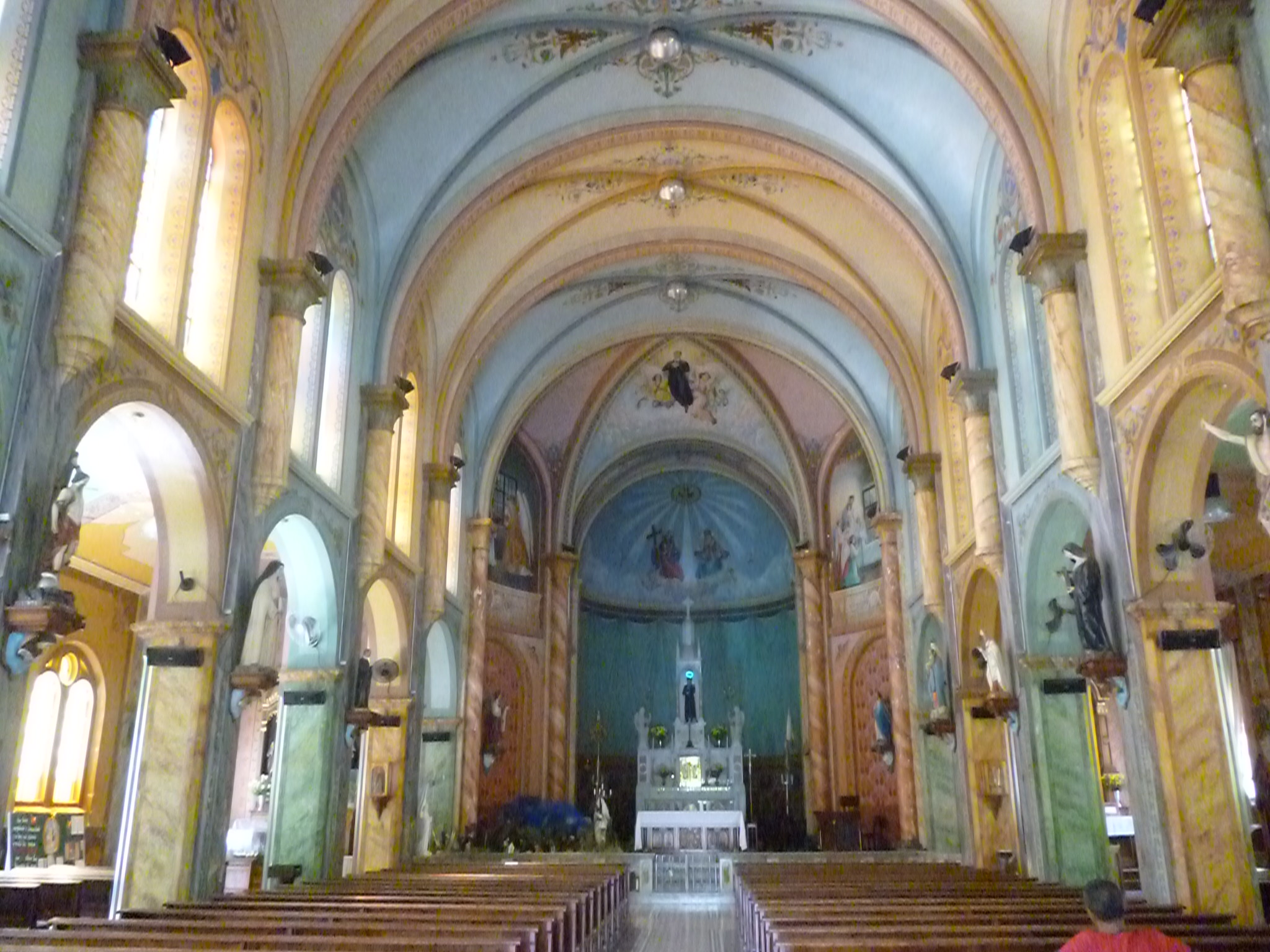
Innenraum

Die dreischiffige  Basilika schließt ohne Querschiff mit einem kurzen Chor und einer runden Apsis. Sie hat bei einer Länge von 42 Metern eine Breite von 23,5 Metern. Seitlich des Hauptschiffs stehen zwei schlanke Fassadentürme, der Glockenturm erhebt sich auf der rechten Seite des Chors. Drei grün abgesetzte Portale sowie Seiteneingänge öffnen sich in der gelbverputzten Fassade. Im Innenraum sind die einzelnen Joche in verschiedenen Farben ausgemalt, die großen Obergadenfenster sorgen mit ihren Buntglasfenstern für die Beleuchtung.